# Expo 1953 (Rome)
De Expo 1953 was een wereldtentoonstelling die in 1953 werd gehouden in de Italiaanse hoofdstad rond het thema landbouw. Het was de 9e gespecialiseerde tentoonstelling die door het Bureau International des Expositions werd erkend. De tentoonstelling werd gehouden in het voltooide deel van het EUR terrein dat bestemd was voor de afgelaste universele tentoonstelling van 1942. Van het totale tentoonstellingsoppervlak was 120.000 m2 overdekt.